# Mårtsboobservatoriet

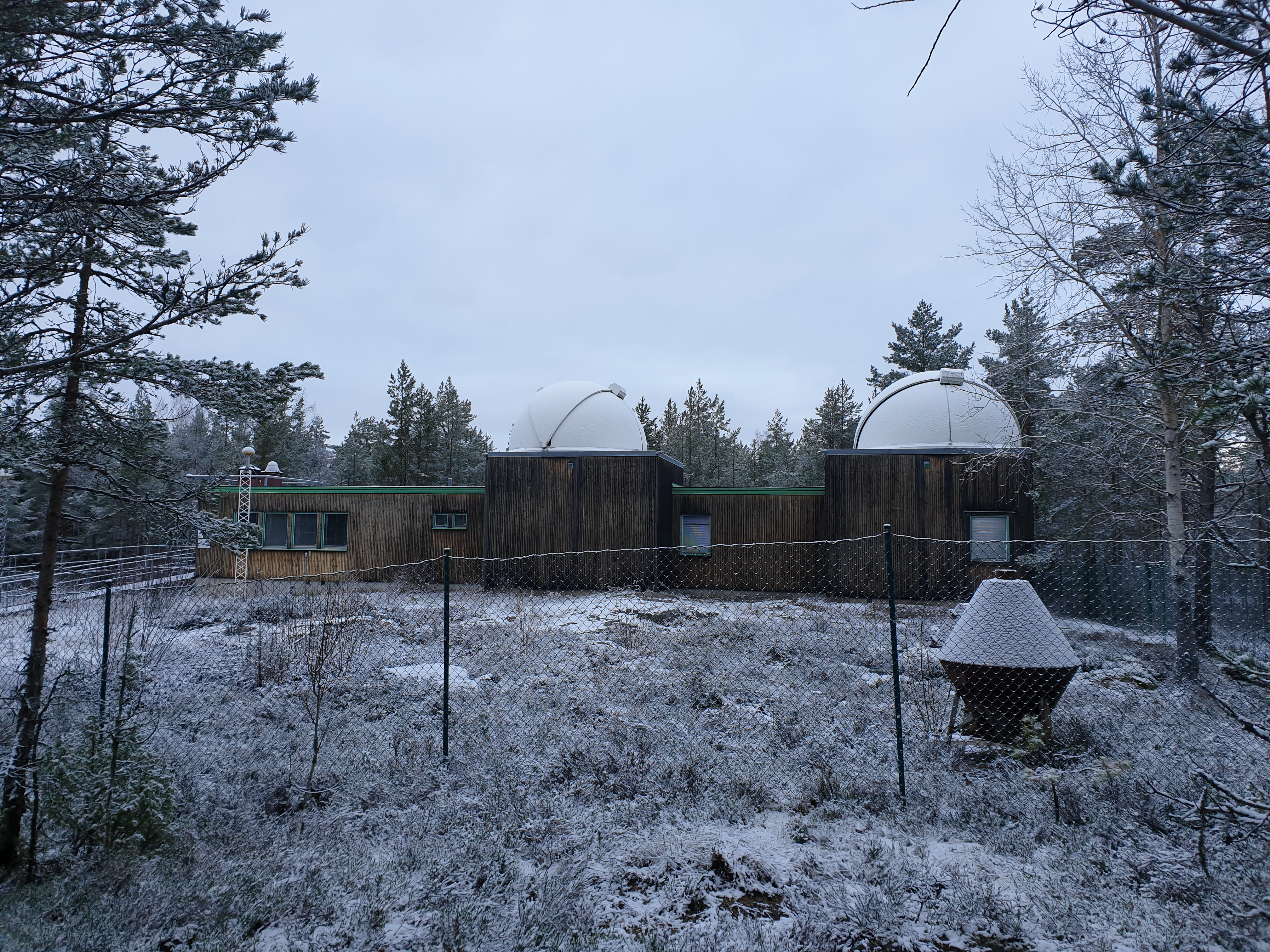
Mårtsboobservatoriet i december 2019

Mårtsboobservatoriet är ett geodetiskt observatorium beläget i Mårtsbo, tolv kilometer söder om Gävle.

## Historia
När Lantmäteriverkets huvudkontor 1974 utlokaliserades från Stockholm till Gävle beslöts det att ett nytt observatorium skulle byggas som ersättning och komplement till det gamla observatoriet på Lovön utanför Stockholm.
Krav vid lokaliseringen var att det inte skulle finnas störande ljus i närheten, att berggrunden var stabil, samt att det skulle vara ett rimligt avstånd från Gävle. Efter utredning placerades observatoriet i Mårtsbo. Det byggdes med:
- Referenspunkter för tyngdkraftsmätningar, etablerade direkt på berggrunden i källaren
- Observationskupol för fotografering av satelliter
- Observationskupol för satellitlasermätutrustning
- Elektroniskt laboratorium
- Mörkrum för framkallning av plåtar från satellitkameran
- Betongpelare med instrumentplattformar för satellitobservationer med fri horisont
- Observationskur för kalibrering av gyroteodoliter som användes för astronomiska observationer
- Möteslokaler samt övernattnings- och kontorsrum

## Verksamhet
Med tiden har verksamheten förändrats. Idag finns i observatoriet en station som levererar data till det europeiska EPN-nätet (European Permanent GNSS Network) och det globala IGS-nätet (International GNSS service). Referenspunkten för tyngdkraft används för kalibrering av Lantmäteriets absolutgravimeter.
Numer är Mårtsboobservatoriet för det mesta obemannat, utrustningen fjärrstyrs från lantmäteriets lokaler i Gävle.